# Juliette Nothomb
Juliette Nothomb (Kinshasa, 27 de octubre de 1963) es una escritora belga.

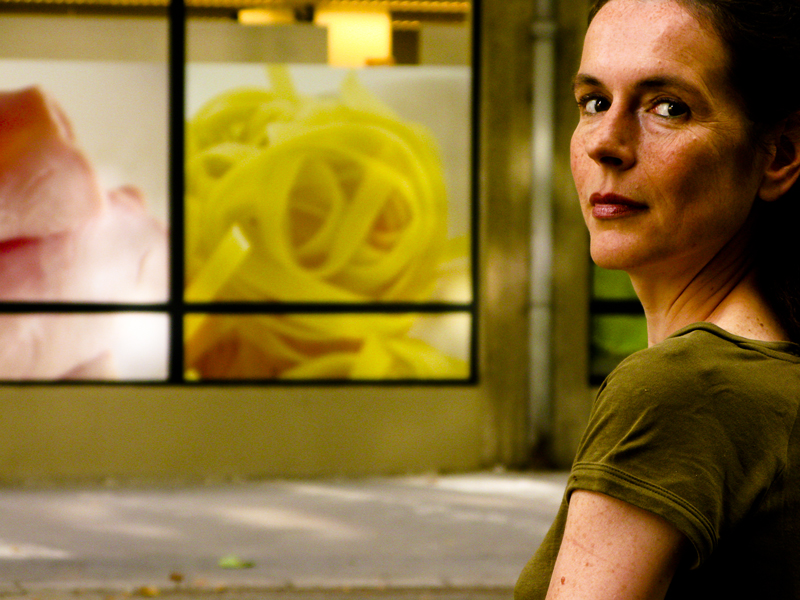
Juliette Nothomb, 2008

## Biografía
Es hermana de Amélie Nothomb. Su padre, Patrick Nothomb, era diplomático. Juliette nació en Leopoldville (Léopoldville/Leopoldstad, actual Kinsasa) y vivieron en varios países (Japón, Estados Unidos, China, Laos, etc.)
Ha escrito libros infantiles y culinarios. Colabora con publicaciones como Le Vif/L'Express o Télépro.

## Libros
- La cuisine d'Amélie : 80 recettes de derrière les fagots, 2008
- Des souris et des mômes, 2010
- La vraie histoire de la femme sans tête, 2011
- Carrément biscuits, 2012
- Carrément pralines, 2013
- Les sept canailles de la Bleue Maison, 2014
- Pénurie dans la galaxie, 2017
- Aimer Lyon : 200 adresses à partager, 2018